# Домфрон-ан-Пуараї
Домфрон-ан-Пуараї (фр. Domfront en Poiraie) — муніципалітет у Франції, у регіоні Нижня Нормандія, департамент Орн. Домфрон-ан-Пуараї утворено 1 січня 2016 року шляхом злиття муніципалітетів Домфрон, Ла-От-Шапель i Руелле. Адміністративним центром муніципалітету є Домфрон. Населення — 4155 осіб (01.01.2021).